# عنکبوت‌های درازتارریس
عنکبوت‌های درازتارریس (Prodidomidae) نام خانواده‌ای از عنکبوتها است.
این خانواده ۳۱ سرده و ۳۰۳ گونه را دربر می‌گیرد.